# Les Amours de Salomé
Pour plus de détails, voir Fiche technique et Distribution.
Les Amours de Salomé (Salome Where She Danced)  est un film d'espionnage américain réalisé par Charles Lamont et sorti en 1945. C'est un film atypique, où la danse tient un rôle principal et où les personnages sont allemands, américains du far ouest, chinois, russes et autrichiens.

## Synopsis
Anna-Maria, dite Salomé, danseuse à Berlin au XIXe siècle devient espionne pour un aventurier américain (Jim Steed) par amour pour un prince autrichien. Démasquée par le Comte Erik Von Bohlen, un de ses admirateurs, elle part aux États-Unis, où elle dansera pour gagner sa vie et où elle trouvera le grand amour avec Cleve Bunt.

## Fiche technique
- Titre : Les Amours de Salomé
- Titre original : Salome Where She Danced
- Réalisation : Charles Lamont
- Scénario : Laurence Stallings d'après une histoire de Michael J. Phillips
- Production : Walter Wanger et Alexander Golitzen producteur associé
- Société de production et de distribution : Universal Pictures
- Photographie : W. Howard Greene et Hal Mohr
- Montage : Russell F. Schoengarth
- Musique : Edward Ward
- Direction artistique : Alexander Golitzen et John B. Goodman
- Décorateurs de plateau : Victor A. Gangelin et Russell A. Gausman
- Costumes : Vera West
- Pays de production : États-Unis
- Format : Technicolor - Son : Mono (Western Electric Recording)
- Genre : Western
- Durée : 90 minutes
- Date de sortie :
  - États-Unis : 17 avril 1945

## Distribution
- Yvonne De Carlo : Anna Marie
- Rod Cameron : Jim Steed
- David Bruce : Cleve Blunt
- Walter Slezak : Colonel Ivan Dimitrioff
- Albert Dekker : Comte Erik Von Bohlen
- Marjorie Rambeau : Madame Europe
- J. Edward Bromberg : Professeur Max
- Abner Biberman : Dr Ling
- John Litel : Général Robert E. Lee
- Will Wright : Shérif
- Gavin Muir : Henderson
- Kathleen O'Malley : Partenaire d'Anna Marie

Acteurs non crédités
- Sylvia Field : Sophie (servante d'Anna Marie)
- Harold Goodwin : Shérif de San Francisco
- Arthur Hohl : Le barman du saloon 'Red Dog'
- Bud Osborne : Un joueur
- Nestor Paiva : Panatela
- Richard Ryen : Le directeur de théâtre
- Larry Steers : Un invité
- Charles Wagenheim : Un télégraphiste